# Bello Masaba
Muhammadu Bello Abubahkar Masaba Bida, également connu sous le nom de Muhammadu Bello Masaba, né le 28 janvier 1924 et mort le 28 janvier 2017, était un Nigerian qui a suscité la controverse dans sa ville natale de Bida, dans l’État de Nigeria, pour s'être marié à 86 reprises (voire plus selon certaines sources) et engendré 203 enfants. Au moment de sa mort, certaines de ses épouses étaient censées être enceintes. L'islam limite le nombre de femmes qu'un homme musulman peut avoir à quatre, en ordonnant qu'elles doivent toutes être traitées équitablement. Masaba avait ainsi été envoyé en prison à la fin de 2008, pour avoir refusé de divorcer de 82 de ses épouses, mais finalement libéré peu après sous la pression de manifestations.

## Biographie
Bello avait travaillé comme professeur et imam pendant sa vie. Il a vécu avec sa famille dans un immeuble entier. Bello prétend qu'il n'a jamais poursuivi ses femmes, et prétend qu'elles l'ont recherché en raison de sa réputation de guérisseur. Beaucoup de ses femmes étaient beaucoup plus jeunes que lui, et quelques-unes étaient plus jeunes que certains de ses aînés. Dans ses entretiens avec Al Jazeera anglais, ses femmes ont affirmé qu'il était un bon mari et père. Bien que le Coran indique qu'un homme peut épouser quatre épouses, Bello a prétendu que lorsque le Coran a établi une loi, il doit également fixer une punition pour les délinquants, et aucune punition n'a été donnée pour cette infraction particulière.